# Кристалина Георгиева
Кристалина Иванова Георгиева е български икономист и преподавател, председател на Международния Валутен Фонд, бивш главен изпълнителен директор на Световната банка, бивш европейски комисар от България и специалист по въпросите на устойчивото развитие, вицепрезидент на Световната банка (от март 2008 до февруари 2010), член на съвета на настоятелите и доцент в катедра „Икономикс“ на Университета за национално и световно стопанство в София.
Встъпва в длъжност като европейски комисар на 9 февруари 2010, когато комисията Барозо II е одобрена от Европейския парламент.
Обявена е на 30 ноември 2010 г. за „комисар на годината“ и за „европеец на годината“ в годишните награди на електронното издание „Юръпиън войс“ (European Voice). Тя е отличена за своите приноси в работата си и по-специално управлението на хуманитарните катастрофи в Хаити и Пакистан.

## Биография
Кристалина Георгиева е родена на 13 август 1953 г. в София. Майка ѝ е от град Любимец, а баща ѝ е внук на революционера и политик от Елена Иван Кършовски. Завършва политическа икономия и социология във ВИИ „Карл Маркс“ (днес Университет по национално и световно стопанство) през 1976 г. През 1986 г. защитава докторска дисертация на тема „Екологични политики и икономически растеж в САЩ“. Започва научна кариера в УНСС през 1977 г., където се издига до доцент. Гостува в катедрите по икономика на Лондонското училище по икономика (1987 – 1988), както и в Университета на Южния Пасифик във Фиджи и Австралийския национален университет, където води лекции за икономиките в преход. Специализира корпоративни финанси в Масачузетския технологичен институт и в Харвардското бизнес училище по учебна програма за кадри на Световната банка. Започва работа в Световната банка през 1993. От 2000 до 2004 г. е ръководител на отдел за устойчиво развитие към Световната банка. От 2004 до 2007 г. е ръководител на отдела за Русия, а от март 2008 г. е вицепрезидент на Световната банка по въпроси, свързани с устойчивото развитие.
На 28 октомври 2016 г. Световната банка съобщава, че Кристалина Георгиева ще започне работа в банката като главен изпълнителен директор от 2 януари 2017 г.
Кристалина Георгиева е омъжена и има едно дете.

## Политическа кариера

### Номинация за правителството на ГЕРБ
В периода преди парламентарните избори през 2009 г. името на Георгиева се споменава като възможен министър-председател на България, но по-късно става ясно, че Георгиева няма да се включи в правителството, което тя обяснява с „важни ангажименти в Световната банка“.

### Номинация за еврокомисар
На 19 януари 2010 г. от кабинета на Барозу съобщават, че българското правителство номинира Георгиева на мястото на Румяна Желева, след като Желева се проваля при изслушването в Европейския парламент. Министър-председателят Борисов потвърждава, че ресорът на българския еврокомисар се запазва, но отказва да посочи конкретно име докато не разговаря още веднъж с председателя Барозу.
По-късно Георгиева споделя в интервю, че „международното сътрудничество, хуманитарната помощ, реакция при кризи е работа, която ѝ е позната, тъй като Световната банка работи много близко със системата на организацията на ООН, с Червения кръст“ и затова с благодарност приема предложението на правителството. Тя коментира, че „[с]ега трябва да се концентрираме да покажем най-доброто от себе си, това е най-важната задача“. Според в. „Дневник“, Георгиева е добре приемана в Европейската комисия, тъй като се смята за надпартийна, експертна кандидатура.
На 21 януари 2010 председателят Барозу се среща с Георгиева, като след срещата коментира, че „г-жа Георгиева притежава солиден международен опит и познания, с които ще допринесе съществено в качеството си на еврокомисар“. От срещата също става ясно, че бъдещият български еврокомисар ще запази първоначално определения ресор „Международно сътрудничество, хуманитарна помощ и реакция при кризи“.
На 3 февруари 2010 Комисията по развитие в Европейския парламент изслушва Кристалина Георгиева, която показва задълбочени познания по ресора, който ѝ е възложен. Одобрението за нея отваря пътя към гласуване на комисията „Барозу II“.

### Работа като еврокомисар
Комисия Барозу II
На 9 февруари 2010 г. Георгиева поема поста комисар по международното сътрудничество, хуманитарната помощ и реакцията при кризи – по-малко от месец след земетресението в Хаити. Тя координира хуманитарната помощ, предоставена от ЕС и в резултат Съюзът става основен донор на засегнатата държава.
Тя координира европейската реакция при силното земетресение в Чили и при наводненията в Пакистан като посещава засегнатите райони. Георгиева пътува до Сахел, за да се запознае с нуждите, породени от дългосрочния проблем с изхранването на населението; до Дарфур, за да привлече внимание към „забравения“ конфликт там, и до Киргизстан в отговор на внезапно избухналия конфликт. През октомври 2010 г. Георгиева посети западна Унгария, засегната от разлив на токсична червена кал от хвостохранилището в Айка.
Освен реакцията при конкретни кризи Георгиева работи по три основни приоритета на нейния мандат: изграждане на капацитет на ЕС за реакция при кризи, създаване на Европейски доброволчески корпус, предвиден от Лисабонския договор, и преглед на плана за действие на ЕС по т.нар. Консенсус за хуманитарната помощ.
През октомври 2010 Кристалина Георгиева е номинирана за „Еврокомисар на годината“, ежегодно отличие на вестник „Юръпиън войс“. Носителят на титлата се избира с онлайн гласуване до 31 октомври всяка година. На 30 ноември печели отличието и е обявена освен това за „Европеец на годината“.
Комисия Юнкер
В комисията Юнкер е заместник-председател и комисар по бюджета и човешките ресурси.

### Номинация за генерален секретар на ООН
На свое заседание от 28 септември 2016 г. правителството на България, начело с премиера Бойко Борисов, издигна кандидатурата на Кристалина Георгиева за генерален секретар на ООН. На 5 октомври, в гласуването в Съвета за сигурност на ООН, в което за пръв път участва и Георгиева, тя се класира на осмо място. В същото гласуване за генерален секретар на ООН бе избран Антониу Гутериш.